# Wielka Nieszawka
Wielka Nieszawka è un comune rurale polacco del distretto di Toruń, nel voivodato della Cuiavia-Pomerania.
Ricopre una superficie di 216,28 km² e nel 2004 contava 3 797 abitanti.